# 沃爾夫伯勒福爾斯 (新罕布什爾州)
沃爾夫伯勒福爾斯（英語：Wolfeboro Falls）是位於美國新罕布什爾州卡羅爾縣的非建制地區。

## 歷史
沃爾夫伯勒福爾斯的郵局自1892年營運至今。

## 地理
沃爾夫伯勒福爾斯所處的海拔為高於海平面158米（即518英呎），而該地所採用的時區為UTC-5，即北美东部时区（EST）。同時該地設有夏令時間，為UTC-5調快一小時，即UTC-4（EDT）。